# Mortierella rostafinskii
Mortierella rostafinskii är en svampart som beskrevs av Bref. 1881. Mortierella rostafinskii ingår i släktet Mortierella och familjen Mortierellaceae.   Inga underarter finns listade i Catalogue of Life.